# كليمنت موري
كليمنت موري (بالفرنسية: Clément Maury)‏ هو لاعب كرة قدم فرنسي في مركز حراسة المرمى، ولد في 20 نوفمبر 1985 في أورياك في فرنسا. لعب مع نادي جازيليك أجاكسيو ونادي شاتورو.

## وصلات خارجية
- كليمنت موري على موقع رابطة كرة القدم الفرنسية للمحترفين (الإنجليزية)
- كليمنت موري على موقع قاعدة بيانات كرة القدم.إي يو (الإنجليزية)
- كليمنت موري على موقع Soccerway.com (الإنجليزية)
- كليمنت موري على موقع AS.com (الإسبانية)